# Animal Jam Classic
Pour la série télévisée jeunesse de 2003, voir Animal Jam.
Animal Jam Classic, anciennement nommé Animal Jam, est un jeu en ligne massivement multijoueur développé par WildWorks. Il est lancé en 2010 en partenariat avec la National Geographic Society. 
Dans Animal Jam Classic, les joueurs peuvent apprendre divers faits en lien avec la zoologie par le biais de nombreuses fonctionnalités, telles que des mini-jeux, des puzzles, des aventures, des fêtes et des interactions sociales. Grâce à sa croissance rapide, Animal Jam Classic a donné naissance à différents types de produits dérivés, notamment des figurines, des livres et des jeux de société.
Bien qu'Animal Jam Classic se joue principalement sur ordinateur, le jeu a été adapté en versions mobiles sur Android et iOS. La plus populaire d'entre elles est Animal Jam, anciennement nommée Animal Jam – Play Wild!. Il s'agit d'une version 3D du jeu original. WildWorks a également développé d'autres applications mobiles dérivées, telles que Tunnel Town, AJ Jump et Dash Tag.

## Système de jeu
Animal Jam Classic se déroule dans un monde appelé Jamaa, qui présente différents biomes. Le joueur est amené à créer, nommer et personnaliser un animal, avec lequel il peut se déplacer dans les différents environnements qui composent Jamaa. Les six animaux virtuels qui peuvent être créés lors du lancement du jeu sont le lapin, le singe, le loup, le tigre, le panda et le koala. De nouveaux choix d'animaux à incarner se sont ajoutés au fil des mises à jour.
Le joueur a la possibilité de personnaliser sa maison virtuelle, appelée tanière, avec des meubles. Il peut aussi discuter avec d'autres joueurs, adopter des animaux de compagnie, jouer à des mini-jeux, acheter des vêtements, échanger des objets, ainsi que participer à des fêtes et à des aventures de type RPG.
Le jeu propose une formule d'abonnement payant, permettant au joueur d'accéder à certaines fonctionnalités et à certains objets exclusifs.

### Communication et sécurité
Le jeu comporte trois modes de clavardage, qui offrent différents niveaux de restriction. Le premier d'entre eux empêche le joueur de taper directement des mots au clavier, mais lui permet plutôt de clavarder à partir de mots et de phrases prédéfinis dans une liste. Le deuxième permet au joueur de taper des mots ou des phrases autorisés par le jeu, à la manière d'une liste blanche. Le troisième mode permet quant à lui au joueur de taper n'importe quel mot ou phrase, tout en étant soumis au filtre de sécurité du jeu. Les parents peuvent contrôler les paramètres de clavardage du compte de leur enfant. Le joueur peut signaler ou bloquer un autre joueur en cas de comportement inacceptable, intolérable ou inapproprié. Si un joueur est surpris en train de clavarder de manière innapropriée, il peut voir ses paramètres de clavardage restreints, voire être suspendu de toute connexion pendant une longue période.

### Composantes éducatives
Outre les faits et activités liés à la zoologie dans le jeu, Animal Jam Classic propose des vidéos éducatives mettant en scène l'herpétologue Brady Barr et la biologiste marine Tierney Thys. D'autres événements et activités permettent de sensibiliser le joueur aux problèmes environnementaux.

## Commercialisation
Animal Jam est lancé le 9 septembre 2010. En 2011, le jeu compte plus d'un million de joueurs enregistrés. Il dépasse les 10 millions de joueurs enregistrés en mars 2013. Il connaît ensuite une importante croissance et atteint le cap des 100 millions de joueurs enregistrés à la fin de l'année 2018.
Le 30 avril 2020, WildWorks annonce rebaptiser le jeu « Animal Jam Classic ». Le changement de nom prend effet le lendemain, lors d'un événement appelé « aMAYzing Migration ». C'est la version mobile du jeu, Animal Jam – Play Wild!, qui hérite du nom « Animal Jam »,. À partir de janvier 2021, en raison de la fin de service d'Adobe Flash Player, Animal Jam Classic ne peut plus être joué sur navigateur. Il est donc nécessaire de télécharger l'application de bureau pour accéder à cette version du jeu,.

## Accueil critique
Le jeu reçoit un accueil critique plutôt favorable, malgré certains reproches liés à sa modération. Nick Tylwalk, de Gamezebo, accorde quatre étoiles sur cinq à Animal Jam Classic, affirmant que le jeu a quelque chose à offrir « aux amoureux des animaux de tous âges ». Il estime que le jeu parvient bien à intégrer des éléments éducatifs, tout en restant amusant. Il déclare cependant que les options de personnalisation sont limitées sans un abonnement payant. Dana Anderson, de Common Sense Media, attribue pour sa part une note de trois étoiles au jeu, affirmant que le site est plus approprié pour les enfants âgés de dix ans et plus. Elle justifie cette remarque du fait que le clavardage n'est pas surveillé dans le jeu,.

### Citations originales
1. ↑  (en) « there’s something for animal lovers over a wide range of ages »
2. ↑  (en) « Beware unmonitored chat in Nat Geo virtual world. »